# XIV settore di copertura Isarco
Il XIV Settore di Copertura Isarco (in tedesco Abdeckungssektor 14 - Eisack) è uno dei sette settori in cui venne diviso il Vallo alpino in Alto Adige, questo settore si estende dal confine con l'Austria, al Brennero fino al capoluogo Bolzano, articolandosi su un territorio montuoso, seguendo tutta la valle Isarco, ovvero il corso del fiume Isarco, fino alla sua foce nell'Adige.

## Direttrici
Questo settore comprendeva le seguenti direttrici:
- Passo del Santicolo - Monte Croce;
- sbarramento del Brennero e sbarramento Terme del Brennero, al Brennero;
- sbarramento di Tenne-Novale, a Colle Isarco;
- sbarramento di Saletto, in val di Vizze;
- sbarramento di Mules, a Campo di Trens;
- caposaldo Col dei Bovi, a Fortezza;
- sbarramento Rienza-Rio Valles-Sciaves, presso Naz-Sciaves;
- sbarramento di Fortezza, a Fortezza;
- sbarramento Bolzano Sud, a Bolzano.

## Progetto
Il progetto della fortificazione del primo sistema difensivo, quello al passo del Brennero comprendeva uno sbarramento di fondovalle con funzione anticarro e una fascia periferica lungo le creste di confine.
Poi vi erano le altre due linee più arretrate del sistema difensivo, che arrivavano fino a Fortezza e Bolzano.
Nel dopoguerra, ovvero dopo il 1945, vennero nuovamente riattivati e completati con nuove armi e nuove strutture alcuni sbarramenti, tra cui:
- sbarramento del Brennero al Brennero;
- sbarramento di Tenne-Novale, a Colle Isarco;
- sbarramento di Saletto, in val di Vizze;
- sbarramento di Fortezza a Fortezza;
- sbarramento Bolzano Sud, a Bolzano.